# Granthis
Pour les articles homonymes, voir Granthi.
Les  granthis (sanskrit : ग्रन्थि, translittération IAST : granthi signifiant à la fois nœud et en médecine, glande) correspondent aux trois points qui empêchent le passage de la force qu'est la kundalini le long des chakras majeures et notamment des nadi (yoga), notamment dans le yoga. Le hatha yoga, ou le kriya yoga, entre autres, se pratiquent afin d'aider au passage de la kundalini et donc d'atteindre l'éveil. 

## Description
Granthi est un mot issu du sanskrit; il désigne exactement des nœuds psychiques résidant le long de sushumna, un des trois nadis. Pour certaines écoles yogiques, ces nœuds sont situés sur la première, la quatrième et la sixième chakras.
Les noms des trois nœuds se référent à des divinités :
- Brahmā granthi (ब्रह्माग्रन्थि), manifestation de la force de la vie et de la création ;
- Vishnu granthi (विष्णुग्रन्थि), également appelé granthi du cœur (हृदयग्रन्थि, hrdayagranthi), ce nœud maintient la vie ;
- Rudra granthi (रुद्रग्रन्थि), gouverne les chakras ajna et sahasrara, et représente la transformation d'une forme existante.